# لارس ویلکس
لارس ویلکس (به سوئدی: Lars Vilks) (زادهٔ ۲۰ ژوئن ۱۹۴۶ – درگذشتهٔ ۳ اکتبر ۲۰۲۱) مجسمه‌ساز و کاریکاتوریست اهل سوئد بود. او بیشتر به خاطر جنجال به‌راه افتاده بر سر طرح‌هایی که از حضرت محمد (ص) کشیده بود شناخته می‌شد.
در سال ۲۰۰۷ یکی از روزنامه‌های سوئد طرحی از حضرت محمد (ص) به‌قلم ویلکس را منتشر کرد که واکنش مسلمانان بسیاری را برانگیخت.
ویلکس پس از دریافت چندین تهدید به مرگ (از جمله جایزهٔ ۱۰۰٬۰۰۰ دلاری القاعده برای ترور او) تحت حفاظت پلیس زندگی می‌کرد. در سال ۲۰۰۹ یک زن ۵۰ سالهٔ آمریکایی به‌نام کالین لاروز (که پس از گرویدن به اسلام نامش را به «جین جهادی» تغییر داده بود) به اتهام توطئه برای کشتن ویلکس بازداشت شد. او در دادگاه اعتراف کرد که پس از عضویت در یک گروه تروریستی ایرلندی «از صبح تا شب دیوانه‌وار در فکر جهاد بوده» و بابت اتهاماتش به ۱۰ سال زندان محکوم شد. در سال ۲۰۱۰ دو مرد طی تلاشی ناموفق سعی کردند خانهٔ ویلکس در جنوب سوئد را آتش بزنند. در سال ۲۰۱۵ کافه‌ای در کپنهاگ که میزبان یک رویداد آزادی بیان با حضور ویلکس بود مورد حملهٔ فردی به‌نام عمر عبدالحمید الحسین قرار گرفت. در آن حادثه یک فیلمساز ۵۵ ساله، نگهبان کافه و شخص مهاجم کشته شدند اما به ویلکس آسیبی نرسید. یک ماه بعد یک گروه مطبوعاتی با اهدای «جایزهٔ شجاعت» به ویلکس در پارلمان دانمارک از او تقدیر کرد.
لارس ویلکس در ۳ اکتبر ۲۰۲۱ در یک سانحهٔ رانندگی کشته شد.(نتیجه اهانت به رسول خدا) ویلکس که به همراه دو پلیس محافظش با ماشین پلیس غیرنظامی در نزدیکی شهر مارکارید سوئد حرکت می‌کردند با یک کامیون تصادف کردند و هر سه جان باختند.